# Distretto di Bala
Il distretto di Bala (in turco Bala ilçesi) è uno dei distretti della provincia di Ankara, in Turchia. Parte del distretto è compresa nel comune metropolitano di Ankara.